# أسامة الرحباني
أسامة الرحباني (و. 1965 م) هو موسيقي وملحن لبناني.
ولد في أنطلياس من نواحي بيروت. والده هو الموسيقي منصور الرحباني. تعلم العزف على البيانو عام 1973 م، ثم دخل عالم التلحين تدريجيا تحت إشراف أستاذه آغوب أرسلانيان. من أهم أعماله: المساهمة في المسرحيات الموسيقية «الوصية» لمنصور الرحباني، و«الانقلاب» لأخويه مروان وغدي الرحباني.

## أعماله

### مسرحيات غنائية
- الوصية، 1994
- الانقلاب، 1995

### أغاني
- طريق، هبة طوجي، 2018 (تلحين)

### البرامج التلفزيونية
- ستار أكاديمي
- ديو المشاهير

## وصلات خارجية
- الموقع الرسمي لأسامة الرحباني